# Hippolytos (mythologie)

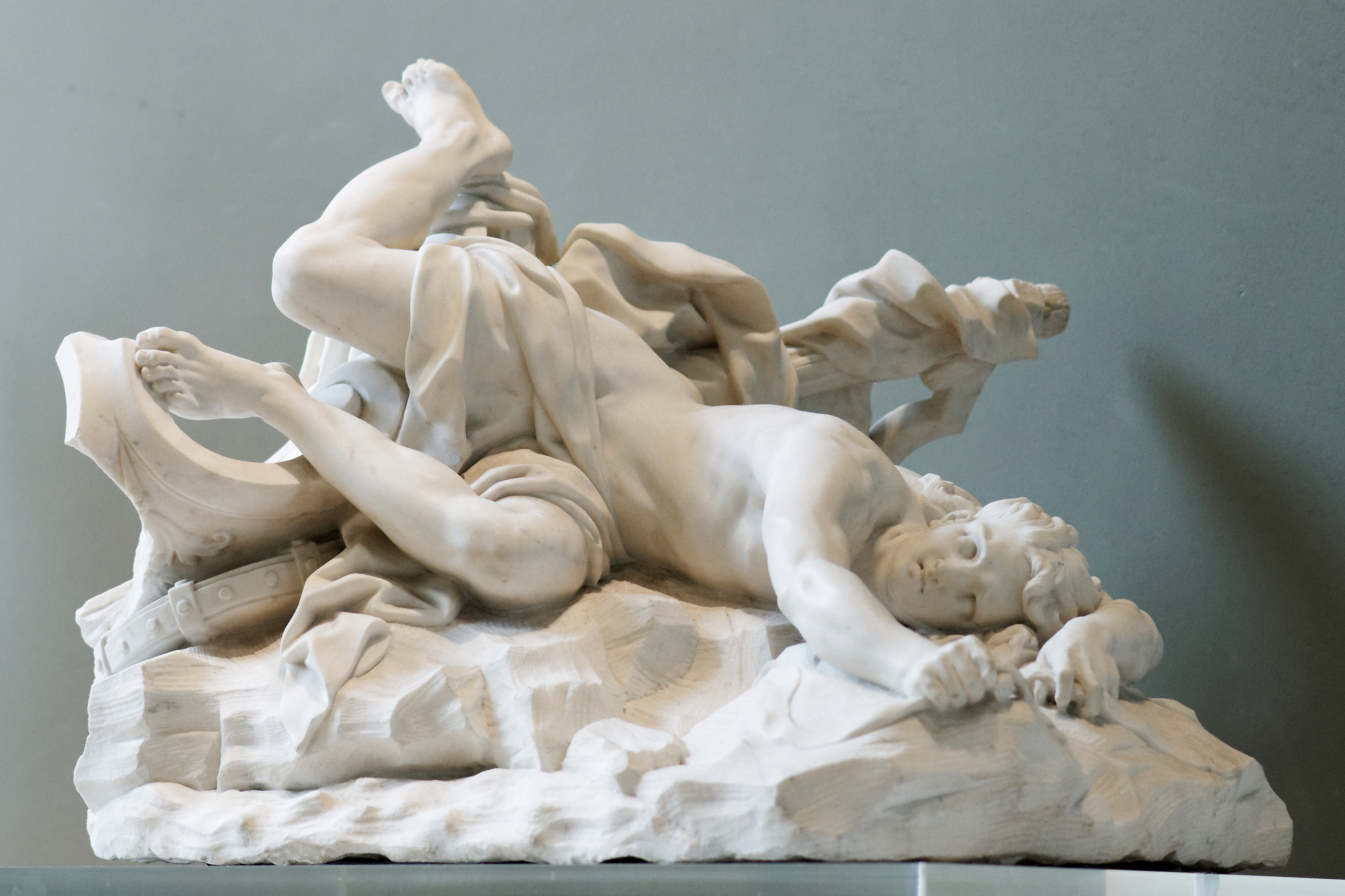
De dood van Hippolytus door Jean-Baptiste Lemoyne (1679-1731) (Louvre).

Hippolytos (Oudgrieks: Ἱππόλυτος - 'paardenbevrijder', van ἵππος - 'paard' en λύω - 'bevrijden') of Hippolytus (gelatiniseerd) is een figuur uit de Griekse mythologie.
Hij was de zoon van de Attische koning Theseus en van de Amazonenkoningin Antiope (of, volgens andere versies, van de Amazonen Hippolyte of Melanippe). Het leven van alle Amazonen was zozeer ingesteld op vechten, jagen en paardrijden, dat zij voor de liefde gewoonlijk heel weinig belangstelling hadden. Van zijn moeder erfde Hippolytos dit gebrek aan belangstelling voor de liefde en voor het andere geslacht. Onder de goden vereerde hij vooral de kuise Artemis, en voor Aphrodite had hij niets dan minachting, tot grote ergernis van deze laatste.
En zo besloot de liefdegodin zich te wreken op haar eigen geraffineerde wijze. Toen Theseus hertrouwd was met de jonge Phaidra, zorgde Aphrodite ervoor dat zij stiekem verliefd werd op haar stiefzoon. Deze reageerde afwijzend, en zelfs verontwaardigd op de oneerbare voorstellen van zijn jonge stiefmoeder. Toen Phaidra het hopeloze en het ziekelijke van haar verliefdheid inzag, benam zij zich het leven, niet zonder een brief aan Theseus achter te laten, waarin zij Hippolytos er valselijk van beschuldigde haar eerbaarheid te hebben aangerand en verklaarde niet verder met deze schande te kunnen leven.
Theseus, die op reis was toen dit drama zich afspeelde, vond bij zijn thuiskomst zijn dode bruid én de brief. Tevergeefs probeerde Hippolytos zijn onschuld te bewijzen, maar hij was té edelmoedig om Phaidra’s schuld aan zijn vader te verraden, die hem toch niet zou hebben geloofd. Theseus vervloekte toen zijn zoon en zond hem in ballingschap. In een vurig gebed smeekte hij de zeegod Poseidon hem nog diezelfde dag te laten omkomen. En dat gebeurde ook… Onderweg dook plots een zeemonster (volgens Euripides een stier) op uit de golven, dat Hippolytos’ paarden deed schrikken. De jongeman verongelukte en kwam op tragische wijze om het leven. Zijn vader Theseus bleef eenzaam en ongelukkig achter.
Het verhaal van Phaidra's ongelukkige liefde en Hippolytos' lot vormt de stof van Euripides' gelijknamige tragedie, die gesitueerd wordt in Troezen, de geboortestad van Theseus.
Volgens een bepaalde versie van de sage zou Hippolytos op verzoek van Artemis door Askleipios weer tot leven zijn gewekt, waarna de godin hem overbracht naar haar heiligdom in het Nemus Dianae nabij Aricia (in Midden-Italië). In Troezen, waar het drama van Euripides zich afspeelt, bevond zich een heiligdom voor de vergoddelijkte Hippolytos, die ook wel in Athene en Sparta werd vereerd.

## Toneel en Opera
- Phèdre (et Hippolyte), tragedie door Jean Racine, 1677
- Hippolyte et Aricie, opera door Jean - Philippe Rameau, 1733

## Trivia
In De 7 kristallen bollen, een album van Kuifje, komt een wetenschapper genaamd Hippolytus Bergamot voor.